# Cales (geslacht)
Cales is een geslacht van vliesvleugeligen uit de familie Aphelinidae. De wetenschappelijke naam van dit geslacht is voor het eerst geldig gepubliceerd in 1907 door Howard.

## Soorten
Het geslacht Cales omvat de volgende soorten:
- Cales berryi Mottern & Heraty, 2010
- Cales noacki Howard, 1907
- Cales orchamoplati Viggiani & Carver, 1988
- Cales spenceri (Girault, 1915)